# Mylavaram, Krishna
Mylavaram là một trong 50 mandal thuộc huyện Krishna, bang Andhra Pradesh.